# Подковач
Подковачът (или налбант) е занаятчия, специализиран в подковаването на домашни животни, най-вече коне. Подковачеството съчетава ковашки техники за изработването и модифицирането на подкови с ветеринарни умения – познаване на анатомията и физиологията на крайниците на животните за изрязване, балансиране и поддръжка на техните копита.